# Hometown (Virginia Occidental)
Hometown es un lugar designado por el censo ubicado en el condado de Putnam en el estado estadounidense de Virginia Occidental. En el Censo de 2010 tenía una población de 668 habitantes y una densidad poblacional de 321,59 personas por km².

## Geografía
Hometown se encuentra ubicado en las coordenadas 38°31′44″N 81°51′19″O / 38.52889, -81.85528. Según la Oficina del Censo de los Estados Unidos, Hometown tiene una superficie total de 2.08 km², de la cual 2.08 km² corresponden a tierra firme y (0%) 0 km² es agua.

## Demografía
Según el censo de 2010, había 668 personas residiendo en Hometown. La densidad de población era de 321,59 hab./km². De los 668 habitantes, Hometown estaba compuesto por el 98.65% blancos, el 0% eran afroamericanos, el 0% eran amerindios, el 0.15% eran asiáticos, el 0.6% eran isleños del Pacífico, el 0% eran de otras razas y el 0.6% pertenecían a dos o más razas. Del total de la población el 0.45% eran hispanos o latinos de cualquier raza.